# Belalagere, Channagiri
Belalagere là một làng thuộc tehsil Channagiri, huyện Davanagere, bang Karnataka, Ấn Độ.